# 바닛구
바닛구(London Borough of Barnet)는 런던의 구 중 하나이다. 총인구 379,700명으로 런던에서 두번째로 인구가 많고, 면적은 86.74km2로  네번째로 큰 자치구이다. 런던의 경계를 이루는 구 중 하나로서 북쪽으로는 허트퍼드셔 주와 마주하고 있고, 나머지 방면으로는 런던 자치구 다섯 곳과 접하는데 서쪽으로는 해로구와 브렌트구, 남동쪽으론느 캠든 구와 해링게이구, 동쪽으로는 엔필드구와 경계를 이룬다.
1965년 미들섹스 군과 허트퍼드셔 군의 일부를 통합해 설치되었으며 지역 행정은 헨든에 구의회 청사를 두고 있는 바닛 구의회가 맡고 있다.

## 인구
| 연도                                     | 인구    | ±%     |
| ---------------------------------------- | ------- | ------ |
| 1801                                     | 6,404   | —      |
| 1811                                     | 7,502   | +17.1% |
| 1821                                     | 9,578   | +27.7% |
| 1831                                     | 11,343  | +18.4% |
| 1841                                     | 12,436  | +9.6%  |
| 1851                                     | 13,232  | +6.4%  |
| 1861                                     | 22,675  | +71.4% |
| 1871                                     | 32,119  | +41.6% |
| 1881                                     | 41,563  | +29.4% |
| 1891                                     | 58,432  | +40.6% |
| 1901                                     | 84,784  | +45.1% |
| 1911                                     | 123,023 | +45.1% |
| 1921                                     | 169,204 | +37.5% |
| 1931                                     | 232,722 | +37.5% |
| 1941                                     | 272,356 | +17.0% |
| 1951                                     | 318,770 | +17.0% |
| 1961                                     | 311,951 | −2.1%  |
| 1971                                     | 305,338 | −2.1%  |
| 1981                                     | 290,204 | −5.0%  |
| 1991                                     | 299,934 | +3.4%  |
| 2001                                     | 314,561 | +4.9%  |
| 2011                                     | 356,400 | +13.3% |
| Source: A Vision of Britain through time |         |        |